# Kdabra
Kdabra fue una serie de televisión colombiana producida por Moviecity Pack Originals y Fox International Channels en coproducción con Fox Telecolombia para Moviecity y Fox  para Latinoamérica. La serie fue grabada  en Bogotá, Colombia. 
La dirección estuvo a cargo del colombiano Felipe Martínez Amador, y con guiones de los argentinos Andrés Gelós y Martín Preusche. La producción ejecutiva estuvo a cargo de Nelson Martínez. Se emitió originalmente el 12 de noviembre de 2009 y concluyó el jueves 8 de noviembre de 2012. 
La serie tiene como temática el ilusionismo y la magia. El protagonista tiene poderes que aún él no entiende y que sólo un mago con problemas de alcoholismo y que está en el ocaso de su carrera puede aclararle y ayudarle a descubrir lo que realmente le rodea.

## Primera temporada
La historia de Kdabra sucede en el Hotel Majestic, el primer hotel-casino temático dedicado exclusivamente al universo de la magia. Un mundo de azares y deslumbramientos donde asombrosos eventos que parecen sobrenaturales ocurren continuamente, hasta que sus trucos son revelados.
Pero todas las explicaciones llegan a su fin cuando Luca —un joven de 17 años que ha escapado de una comunidad religiosa— hace su aparición, realizando trucos que, aparentemente, no tienen ninguna explicación racional.
René —un mago de fama mundial, responsable artístico del Majestic— se fascina con Luca, ofreciéndole la oportunidad de convertirse en la próxima superestrella internacional del hotel. Pero lo que René no sabe es que detrás de Luca existe un misterio que, en caso de ser revelado, podría causar una revolución que cambiaría al mundo para siempre.
¿Cuál es ese misterio? La respuesta es el motor que mueve a esta historia, y que trae a Kdabra a una serie de personajes en el límite de lo imaginable, tales como un astronauta que abandonó su carrera luego de vivir un encuentro cercano del tercer tipo en la Luna; un experto en clonación humana que —aparentemente— enloqueció y ahora vive en una clínica psiquiátrica; y hasta un sacerdote de 33 años de edad que parece de cien años y se alimenta con sanguijuelas.
Mientras todos buscan una explicación al fenómeno que Luca representa, el muchacho abandona la seguridad de su comunidad religiosa para dedicar su vida a René y al Majestic — un mundo de hermosas mujeres, inescrupulosos estafadores, y los jugadores más habilidosos, quienes llevarán a Luca a convertirse en el mago más asombroso que jamás haya habitado en nuestro planeta.

## Segunda temporada
Luego de la terrible revelación de que Luca es un clon, este decide congelar a media ciudad con un espectacular truco de magia y aprovechar el caos para investigar su verdadero origen. Su única prioridad ahora, es saber de quién —o de dónde— provienen los genes que provocaron su nacimiento. Pero, para obtener esa respuesta, Luca deberá superar primero una serie de pruebas que jamás imaginó: desde poner en duda su amor por Jazmín hasta cuestionar su amistad con René y el grupo de magos que le salvaron la vida.
Pero el desafío más difícil será enfrentarse a su lado más oscuro —que terminará siendo su peor enemigo— cuando casi de forma milagrosa, Guido rejuvenece convirtiéndose en un doble de Luca, dispuesto a usurparle todos los poderes y borrarlo de la faz de la tierra. Por otra parte, el exastronauta Trejo —quien también investiga el origen de Luca— le revelará a la detective de policía Grinberg que no está solo, ya que detrás de él hay una gran organización científica y secreta que cree que el origen de Luca podría ser extraterrestre.
Mientras Luca lucha por su vida contra Guido, La Orden se enfrentará a Trejo y el grupo de científicos en una escalofriante escalada de violencia que obligará a Luca a intervenir en una acción que podría desembocar en una masacre. A pesar del alto precio que esto significa, Luca decidirá enfrentarse a todos y a todo, ya que lo que está en juego no es otra cosa que la respuesta final sobre la manipulación genética —divina o extraterrestre— que dio origen a su vida.

## Tercera temporada
Luca huye de todos y todo para evitar la llegada del Apocalipsis ya que sabe que es un clon de Jesucristo. Junto a su nueva amiga Siena se esconde en el extraño pueblo de El Silencio dispuesto a llevar la vida de un simple mortal. Pero un grupo de criminales azota salvajemente a la población empujando una y otra vez a Luca a manifestarse.
Lo que Luca desconoce, es que su promesa de jamás volver a utilizar su magia y así salvar al mundo, se quebrará cuando aquello que Luca siempre cuidó, su vínculo más puro y amado, esté a punto de desintegrarse para siempre. Pasan los días y Blas hace una Iglesia llamada La Iglesia de Solar. Un día llega Karina al Silencio y cuando Luca la ve se queda impactado, ella le dice sobre la iglesia y él decide ir a detener eso.
Blas es Lucifer.

## Personajes
La serie cuenta con actores mexicanos, colombianos, peruanos, chilenos y argentinos.
| Personaje         | Interpretado por                                                        | País                           | Rol                                                     | Temporada |
| ----------------- | ----------------------------------------------------------------------- | ------------------------------ | ------------------------------------------------------- | --------- |
| Luca              | Christopher Von Uckermann                                               | Bandera de México              | Personaje principal, muchacho de 17 años                | 1, 2, 3   |
| Ana               | Margarita Rosa de Francisco                                             | Bandera de Colombia            | Madre de Luca                                           | 1, 2, 3   |
| René              | Damián Alcázar                                                          | Bandera de México              | Mago, Maestro de Luca                                   | 1, 2, 3   |
| Jazmín            | Maya Zapata                                                             | Bandera de México              | Empleada del Majestic, Pareja de René y de Luca         | 1, 2, 3   |
| Ignacio           | Fabio Rubiano                                                           | Bandera de Colombia            | "Padre" de Luca                                         | 1, 2, 3   |
| Blas              | Joaquín Cosío                                                           | Bandera de México              | Dueño del Majestic                                      | 1, 2, 3   |
| Daniel Trejo      | Martín Karpan                                                           | Bandera de Argentina           | Astronauta, Aliado de Grinberg                          | 1, 2, 3   |
| Oficial Grinberg  | Andrea Montenegro                                                       | Bandera de Perú                | Policía, Aliada de Trejo                                | 1, 2, 3   |
| Siena             | Leticia Fabián                                                          | Bandera de México              | Compañera de Luca                                       | 3         |
| Monseñor          | Julio Medina                                                            | Bandera de Colombia            | Monseñor, Líder de la Orden                             | 1, 2, 3   |
| Guido             | Miguel Alfonso Murillo/Christopher Von Uckermann (joven y rejuvenecido) | Bandera de Colombia            | Sacerdote, Némesis de Luca                              | 1, 2      |
| Salvador          | Nicolás Rincón                                                          | Bandera de Colombia            | Líder temporal del Místico                              | 1, 3      |
| Pablo             | Manuel José Chávez                                                      | Bandera de Colombia            | Exmiembro del Místico                                   | 1, 2, 3   |
| Lemey-Monje Negro | Gustavo Corredor                                                        | Bandera de Colombia            | Jefe Orden- Jefe Corporación                            | 2,3       |
| Ximena            | Diana García                                                            | Bandera de México              | Miembro del Místico                                     | 1, 2      |
| Sabrina           | Maria Dalmazzo                                                          | Bandera de Colombia            | Miembro del Místico                                     | 1, 2      |
| Paula Lisboa      | Isabel Burr                                                             | Bandera de México              | Miembro del Místico, Especialista en Naipes             | 2         |
| Marisa            | Norma Nivia                                                             | Bandera de Colombia            | Periodista                                              | 2, 3      |
| Vinay             | Jairo Camargo                                                           | Bandera de Colombia            | Ex-Genetista de la Orden                                | 1, 2, 3   |
| Lang              | Marcelo Dos Santos                                                      | Bandera de Argentina           | Líder Visible de la Corporación                         | 2, 3      |
| Diego Moretti     | Didier van der Hove                                                     | Bandera de Bélgica             | Miembro de la Corporación                               | 2, 3      |
| Oliver            | Juan Ruiz Ramírez                                                       | Bandera de Colombia            | Exlíder de Vigilancia del Majestic, Miembro del Místico | 1, 2, 3   |
| Tedesco           | Rafael Uribe Ochoa                                                      | Bandera de Colombia            | Barman del Místico                                      | 1, 2, 3   |
| Matías            | Felipe Botero Restrepo                                                  | Bandera de Colombia            | Miembro de la Orden, Ex-Mejor amigo de Luca             | 1, 2, 3   |
| Padre Andrés      | Albi de Abreu                                                           | Bandera de Venezuela           | Sacerdote de "El Silencio"                              | 3         |
| Beatriz           | Ana María Aguilera                                                      | Bandera de Colombia            | Hermana del padre Andrés                                | 3         |
| Hermano Luis      | Nelson Martínez                                                         | Bandera de Colombia            | Sacerdote que cuida de Guido                            | 1, 2      |
| Karina            | Ana María Aguilera                                                      | Bandera de Colombia            | Primera novia de Luca                                   | 1, 3      |
| Carlos            | Gonzalo Vivanco                                                         | Bandera de Chile               | Ex-Encargado de Vigilancia de la Orden                  | 1         |
| Rafael            | Ricardo Riveros                                                         | Bandera de Colombia            | Miembro de la Orden                                     | 1, 2, 3   |
| Iván              | Carlos Mendoza                                                          | Bandera de Colombia            | Miembro del Místico                                     | 1         |
| Turco             | César Mora                                                              | Bandera de Colombia            | Exlíder del Místico, Padre de Salvador                  | 1         |
| Capitán Sánchez   | Edgardo Román                                                           | Bandera de Colombia            | Policía Corrupto, Jefe de Grinberg                      | 1         |
| Oficial Morel     | Carolina Cuervo                                                         | Bandera de Colombia            | Policía, Asistente de Grinberg                          | 1         |
| Andrés            | Alex Franco                                                             | Bandera de Colombia            | Miembro Del Místico                                     | 2         |
| Asia              | Mary Herrera Ortiz                                                      | Bandera de Colombia            | Maga del Majestic                                       | 1         |
| Misterio          | Héctor de Malba                                                         | Bandera de Colombia            | Mago del Majestic                                       | 1         |
| Shabor            | Ana Soler                                                               | Bandera de Colombia            | Maga del Majestic                                       | 1         |
| Alejo             | Santiago Cepeda                                                         | Bandera de Colombia            |                                                         | 1         |
| News Reporter     | Ilja Rosendahl                                                          | Bandera de Alemania Occidental |                                                         | 3         |
| Clara             | Marcela Valencia                                                        | Bandera de Alemania Occidental | Madre de Guido                                          | 1         |

### Personajes principales
- Luca: Tiene diecisiete años, va a la escuela, tiene novia y su mejor amigo es autista. Luca tiene una obsesión: el ilusionismo y se la pasa ensayando proezas escapistas. Todo parecería normal, pero Luca no conoce el mundo real. Vive enclaustrado en una comunidad religiosa y cerrada conocida como “La Orden”. Quien manda en esa comunidad es su padre Ignacio cuyo único objetivo es el bienestar de su hijo. Luca sufre de narcolepsia, repentinos ataques en los que pierde el conocimiento y cae en un sueño profundo a través el cual (y esto solo lo sabe él) se evade hasta otro mundo donde conoce a un misterioso anciano. Debido a la narcolepsia, Luca es vigilado y sobreprotegido. Pero esa no es la verdadera razón para tanta vigilancia, y Luca comienza sospechar que hay algo más y eso lo impulsa a huir de “La Orden” en busca de su destino que está en su misma ciudad en el Hotel Majestic. Luca se entera de la verdad, de que es el clon de Jesucristo, aunque Blas contradice esta versión, dando a entender que en realidad es el clon del anticristo.

- Ana: esposa de Ignacio el líder de la comunidad. Es una mujer tímida, callada, muy religiosa, muy devota de su casa y obediente de su esposo. Su gran amor es su hijo Luca. Vive preocupada de protegerlo y cada ataque de narcolepsia la perturba temiendo un desenlace fatal. Antes de nacer Luca, Ana fue una novicia, dotada de una intensa vocación para el claustro. Su vida religiosa terminó al quedar embarazada del seminarista Ignacio con quien tuvo que casarse. Lo extraño es que Ana no recuerda la noche en que hizo el amor con Ignacio, la noche en que quedó embarazada. Ignacio la entierra en la orden, junto con Trejo, y ambos mueren, sin embargo, es revivida un año después por Luca, este quiere evitarle sufrimiento a toda costa a su madre, y para ello la rejuvenece tras resucitarla y le da una nueva vida, lejos de la orden.

- René: Es considerado el mejor mago del país. Es un enamorado de su arte y vive para crear nuevos y arriesgados espectáculos. Pero en el fondo René se siente un fracasado, ha perdido la confianza en sí mismo, ya no cree en su magia y eso lo lleva a ahogarse en el alcohol. Ahora trabaja para su peor enemigo, aguantando humillaciones, sostenido solo por la lealtad de Jazmín. Sin embargo, René no puede corresponder al cariño de su asistente. La esperanza volverá a su vida cuando conozca un joven aprendiz de mago llamado Luca. Luego de la desaparición de Luca, René se casa con Jazmín en la iglesia electrónica de Xolar, la cual dirige Blas.

- Jazmin: La devota asistente de René. Es una mujer hermosa, sofisticada, sin embargo, dentro de si lleva a una niña que todavía cree en la magia. Su afecto por René, su admiración y respeto, rayan en amor. Con él tiene atenciones y desvelos que van más allá de sus deberes de asistente. Sufre al verlo degradado, pero no puede ayudarlo porque el mago se lo impide. Jazmín nota que Blas la corteja. No se atreve a rechazarlo porque teme que el dueño del hotel se vengue despidiendo a René. Una noche atropella accidentalmente a un joven. Él es Luca y cambiará su vida. Queda embarazada, pero no sabe si el bebé es de Luca o de Guido.

- Ignacio: Padre de Luca y líder de La Orden. Hombre metódico, contenido, frío y acostumbrado a mandar. Abandonó el seminario tras seducir y embarazar a la novicia Ana, desde entonces nunca han hecho el amor. Es un fanático religioso, no soporta nada que vaya en contra de su castidad y eso implica que tiene una sexualidad reprimida y desviada. Pero ese no es el único misterio que rodea a Ignacio. Su devoción por Luca oculta en realidad su fidelidad a un grupo que rodea al enigmático Guido cuya vida depende del hijo de Ignacio.

- Blas: Dueño del Hotel Majestic. Ha dedicado su negocio a que sea una empresa dedicada totalmente a la magia. Para eso tiene contratado a René, el mejor mago del país. A pesar de que René es quien más clientela atrae al hotel, Blas lo trata con desprecio y aparenta tenerlo solo por caridad. Hace años, René y Blas eran grandes amigos, pero un asunto relacionado con una mujer los separó. Otra vez la vida los enfrenta por una mujer, puesto que Blas desea a Jazmín, la asistente de René y hará lo imposible por conseguirla.

- Daniel Trejo: Exastronauta de la Nasa. Durante un alunizaje, Daniel encuentra extrañas marcas en la corteza lunar que lo llevan a un encuentro cercano del tercer tipo. De regreso a la tierra, sus superiores intentan silenciarlo. Al no conseguirlo, es expulsado de la Nasa. Desde entonces se ha dedicado a investigar y a escribir sobre extraterrestres, teorías de conspiración y el ocultamiento por parte de agencias de verdades inconvenientes. Sus investigaciones sobre experimentos genéticos lo llevan a un manicomio donde reside un antiguo experto en genética. Daniel comienza a pisar terreno peligroso cuando se acerca a La Orden y pretende explorar sus misterios. Su vida corre peligro, pero lo auxiliarán Grinberg y Carlos. Es enterrado en la orden, junto con Ana, sin embargo no muere dada la sangre de Luca que corre por sus venas. Luca lo despierta de su estado hibernante un año después.

- Grinberg: Policía que está involucrada en la investigación de las muertes sospechosas que giran alrededor de Luca y su comunidad. Descubre un círculo de policías corruptos y casi le cuesta la vida al hacerlo. Es rescatada por Carlos y Trejo, y se une a este último en la búsqueda de la verdad. Será testigo de cosas que jamás hubiera imaginado y se dará cuenta que el enemigo está en todos lados. En la segunda temporada es secuestrada por Lang y mientras está cautiva es sometida a diversos experimentos, después es asesinada por Lang.

### Miembros de la Orden
- Monseñor: Líder de la Comunidad. Hombre piadoso que siempre actúa pensando según el plan de Dios, aunque a veces pareciera actuar de manera totalmente opuesta. En la segunda temporada estuvo a punto de quitarse la vida, después de haber dado la orden de purificar a la Comunidad, pensando que había fallado en los planes del Señor, el resto de la temporada es víctima de la mentira de Guido.

- Guido: Un sacerdote de 33 años de edad que aparenta cien años y se alimenta con sanguijuelas. Aparece en los sueños de Luca, o cada vez que Luca sufre un ataque de narcolepsia. En la segunda temporada recupera su juventud y se convierte en el némesis de Luca.

- Cardenal Erviti: Líder del Cenáculo. Firme y con poder de decisión. Sabe que la máxima aspiración de la misión no es la clonación de Luca, que eso es tan sólo una etapa del proceso de la Orden. Actúa en consecuencia a esto: si deben destruirlo no dudará en hacerlo. De aquí viene su don de mando. Está convencido de que su misión tiene carácter divino, pero no es tan piadoso como Monseñor. Es un hombre reflexivo, frío y sin emoción.

- Karina: Miembro de la comunidad religiosa. Hija de Carlos, amiga de Matías y novia de Luca. Muere asesinada de manera desconocida, y se quiere hacer ver como suicidio. Grinberg descubre el verdadero origen de su muerte.

- Matias: miembro de la orden es amigo de Karina y el mejor amigo de Luca, cuida mucho a Luca y casi siempre está con él. Al principio se creía que tenía autismo pero luego se revela que es solo una fachada para poder estar cerca de Luca sin que los demás sospechen de que él es un miembro de la orden. En la segunda temporada traiciona a Luca y apoya las ideas y decisiones de Guido.

- Carlos: Padre de Karina y mano derecha de Ignacio en la comunidad religiosa. Traiciona a la Orden salvando a Trejo, y juntos rescatan a Grinberg, pero en ese transcurso muere a manos de Vinay.

### Miembros del Místico y Aliados
- Salvador: Líder de la tribu urbana de magos. Tras su gran habilidad como mago oculta un complejo de inferioridad, debido a su padre, el Turco, un hombre cruel, que lo odia.

- Pablo: Es miembro de la tribu urbana de magos. Carismático y sensual, tiene la intención de destruir el Campeonato Mundial de Magia, organizado por René en el Hotel Majestic. En la segunda temporada todos los miembros del Místico se ponen en su contra, después de que este intente hacer volar el Majestic con todos dentro, y forma una alianza con Vinay.

- Ximena: Es una joven marginal parte de la tribu urbana de magos liderada por Salvador que dará cobijo a Luca. Ximena es un producto del submundo mágico de esta ciudad donde la magia tiene diferentes aspectos. Es cínica, enigmática, un poco delincuente, pero con sentido de justicia. Se sentirá atraída por Guido mientras tiene la forma de Luca y a diferencia de Sabrina no pondrá en duda sus acciones.

- Sabrina: Es una joven parte de la tribu urbana de magos liderada por Salvador que dará cobijo a Luca. Al igual que sus amigos delincuentes, vive robándole a la gente. Es ayudada por Oliver a escapar del Majestic, y junto con el resto de habitantes del Místico forman una alianza.

- El Turco: padre de Salvador. Intenta estafar a Blas y muere a manos de este.

- Paula Lisboa: Bellísima, muy consciente de su belleza, y muy segura de sí misma. Es un poco irónica y escéptica, con cierta tendencia a la provocación. Es incisiva y directa. Mujer ágil, activa y curiosa. Puede parecer fría y desapasionada con sus sentimientos, pero eso es tan solo por temor a que la dañen. Le cuesta aceptarlo pero en el fondo es una romántica que busca un gran amor. Lisboa practica las artes de la adivinación y el tarot. Su carácter místico se mezcla con una belleza terrenal. Nada la sorprende demasiado, ni siquiera el tremendo poder de Luca. Es asesinada.

- Oliver: Se encarga de la seguridad del Majestic en la primera temporada. Después de haber sido un leal servidor de Blas, es abandonado por este a su suerte en el casino cuando estaba a punto de explotar. Logra escapar junto con Ximena y Sabrina para luego formar una alianza con los demás miembros del Místico. Pierde su mano derecha salvándole la vida a Blas tras el enfrentamiento con Guido. Es asesinado por una amante de Blas.

- Tedesco: Barman y parte importante del Místico. El más cercano a Lisboa y siempre esta protegiéndola. Forma una alianza con Oliver.

- Marisa: Periodista. Mujer bella, ambiciosa y luchadora. Marisa busca desesperadamente sobresalir. Su ambición la lleva a cubrir el caso “Xolar” de la manera que sea. De inteligencia práctica, sabe que esta cobertura la puede hacer muy famosa. Es seductora pero no todo el tiempo, ni con todos, sólo con aquellos que pueden ayudarla a subir más escalones. Y no tiene problemas en entregarse a un hombre si ello fuera necesario para sus logros. En búsqueda de más información de Luca, ella y su camarógrafo, son conducidos por Pablo al convento de monjas donde pertenecía Ana, sólo para ver que todas han sido asesinadas. Al final de la segunda temporada su camarógrafo muere y se asume que Pablo la asesina por órdenes de Vinay, aunque nunca se vio su muerte. En realidad, Pablo simuno matarla y ahora ella hará lo posible por sacarlo de la cárcel.

- Samira: Amante y asistenta de Blas. Es muy manipuladora y sólo le importa el dinero. Oliver sentía atracción por ella, pero luego la comienza a odiar. Oliver le dice a Blas que Samira es una manipuladora, Blas le dice a Oliver que la mate, pero él se niega. Samira lo mata por órdenes de Blas, pero Oliver la deja malherida. Ella vio la sombra negra de Blas, lo que se cree que la mató porque no volvió a aparecer

- Javier: Hijo de Luca y Jazmin. Es mago al igual que su padre. Le causaba mucho dolor a su madre cuando lo amamantaba. Jazmin no sabe si es hijo de Luca o Guido.

### Habitantes del pueblo "El Silencio"
- Padre Andrés: El padre Andrés se enfrenta a los poderosos del pueblo y asiste a las víctimas inocentes. Le ofrece santuario a Luca y le da la clave para mantenerse al margen del destino de destrucción que está escrito para él. Pero no hay paz para el sacerdote de "El Silencio" que ya ha vivido y oído demasiado. Se revela que es un sirviente de Blas (Lucifer). En sus palabras se considera el "telonero" del plan de Blas. El padre Andrés convence a Luca de que deje de usar sus poderes, porque de hacerlo se desataría el Apocalipsis. Andrés le revela la verdad a Siena, y también convence a Luca para que regrese a El Silencio para librar su batalla.

- Siena: Con un presente tan oscuro como su origen, Siena se cruza en el camino de Luca y entiende que ya no volverá a haber un camino separado del suyo. Pero acompañarlo en este viaje supone enfrentarse a fuerzas desconocidas, sin garantías de que su amor sea correspondido. Siena es la razón por la cual existe Luca (dado que este fue creado con la sangre de Siena, convirtiéndolos en hermanos), al igual que Luca, ella también es un clon más de los que hizo Vinay. Es la hija adoptiva del genetista Moretti de La Corporación.

- Beatriz: La hermana del padre Andrés llega inesperadamente al pueblo. El aspecto de Beatriz, extrañamente familiar, echa por tierra todo lo que Luca se ha esforzado por construir en "El Silencio". Luca la confunde con su primera novia, Karina.

- Lorenzo: Hombre malvado líder de una banda que trafica niños y mata a sus familias. A Lorenzo no le gusta que nadie interfiera en su camino, por eso odia al padre Andrés. Pero cuando pensó que tenía el pueblo controlado llegará Luca y hará lo posible para detenerlo.

- Giselle: Chica ciega, ayudante del padre Andrés. Maneja muy bien su ceguera, es inocente, dulce y buena. No diferencia el día de la noche, pero si el bien del mal.

### Miembros de La corporación
- Vinay: Ex-Genetista de la Orden. Se mueve pensando sólo en el de exterminio de Luca, su madre y todas sus creaciones. No se detendrá ante nada para destruirlos. Sólo está detrás de gente de la Orden, ya que fue él quien asesinó a Carlos y a Ignacio (aunque luego Ignacio es revivido) en las narices de Trejo y Grinberg, sin embargo a ellos dos no les hizo ningún daño, incluso fueron rescatados por él en una ocasión. Forma una alianza con Pablo más adelante con el motivo de asesinar a Luca. Es rejuvenecido por Guido y asesina toda la orden de monjas a la que pertenecía Ana. A Vinay le son devueltos sus conocimientos y continúa trabajando en sus deberes científicos anteriormente olvidados.

- Lang: Líder visible de la Corporación, maneja esta poderosa organización, dotada con la más alta tecnología, con el fin de llevar a cabo los experimentos científicos que les permitan lograr la dominación absoluta. Antiguo amigo de Trejo, aunque luego se ponen en contra. Es Lang quien retiene a Grinberg y ordena que experimenten con ella mientras la mantienen prisionera. Lang se inyecta sangre de Guido y sufre una mutación que inicialmente le transforma en monstruo, pero que luego lo devuelve a su forma humana, aunque con una rápida capacidad para sanar y con una fuerza sobrenatural.

- Lemey: Líder de la Corporación y de la Orden. Se lleva a Siena estando ella muy pequeña. Es más piadoso con los miembros de la Orden que con los de la Corporación, ya que permite que Lang se inyecte la sangre de Guido y asesina a todos sus miembros al finalizar la segunda temporada, por otro lado deja libre a los prisioneros de la Orden, como el cardenal y monseñor, y disuelve el resto de la Orden. Su único objetivo es buscar el ADN de Dios, Luca sólo era un medio. Es asesinado por Lang.

- Moretti: Al igual que Lang y Vinay es un genetista que trabaja en la corporación. Es el padre adoptivo de Siena, y a la vez es quien se da cuenta de que la señal que vio Trejo en la Luna será enviada dentro de seis años desde la corporación por manos del joven Vinay.

## Escenarios
- La Orden: Es una enorme, y cerrada, Comunidad religiosa iniciada por Ignacio y Ana. Existen diversas casas unifamiliares con todas las necesidades y seguridad, así como también un colegio, una capilla y laboratorios. Es dirigida por Monseñor. Este fue el lugar donde vivió Luca toda la vida, antes de escapar. Al iniciar la segunda temporada todos sus habitantes son asesinados, con excepción de Monseñor y Rafael. Más adelante aparecen nuevos habitantes para la Orden.

- El Hotel Majestic: Un casino/hotel cinco estrellas dirigido por Blas, donde trabajan René y Jazmín. Luca llega a este lugar en la primera temporada cuando es atropellado por Jazmín y más adelante decide quedarse ahí. Este lugar tiene lo último en tecnología y vigilancia, sin embargo algunos miembros del Místico logran colocar diversas bombas para hacerlo estallar, pero gracias a Luca las bombas no explotan. La Orden se lo compra a Blas al final de la primera temporada, por ocho veces el precio normal.

- El Místico: Un lugar que reúne a los magos de la calle. Luca es acogido aquí cuando es echado del Majestic. El Turco pierde este lugar en una apuesta con Blas, pero a este parece no importarle el local en lo absoluto. El Turco al perder la apuesta es asesinado, y también Salvador. En la segunda temporada Olíver forma una alianza con el resto de miembros del Místico y sirve como refugio para el resto de personajes que escaparon del Majestic y de la Orden.

- La Corporación: Local científico ubicado bajo tierra, con miembros que creen tener la respuesta para el futuro de la humanidad. No les importa que experimentar, y experimentan con personas especiales que no generarán problemas por su desaparición, como la oficial Grinberg. Trejo era parte de ellos hasta que regresa al lugar para liberar a Grinberg, pero no puede y ella es asesinada, por Lang. Lang era la imagen de la corporación en un inicio, pero luego es el personaje Misterioso el que demuestra ser el líder, y también es este quien destruye el lugar y asesina a todos sus miembros al final de la segunda temporada.

- Pueblo de El Silencio: Es un pueblo fantasma, y a la vez el escenario donde se da cita la tercera temporada. Es el lugar al cual Luca llega junto a Siena.